# Cynarina lacrymalis

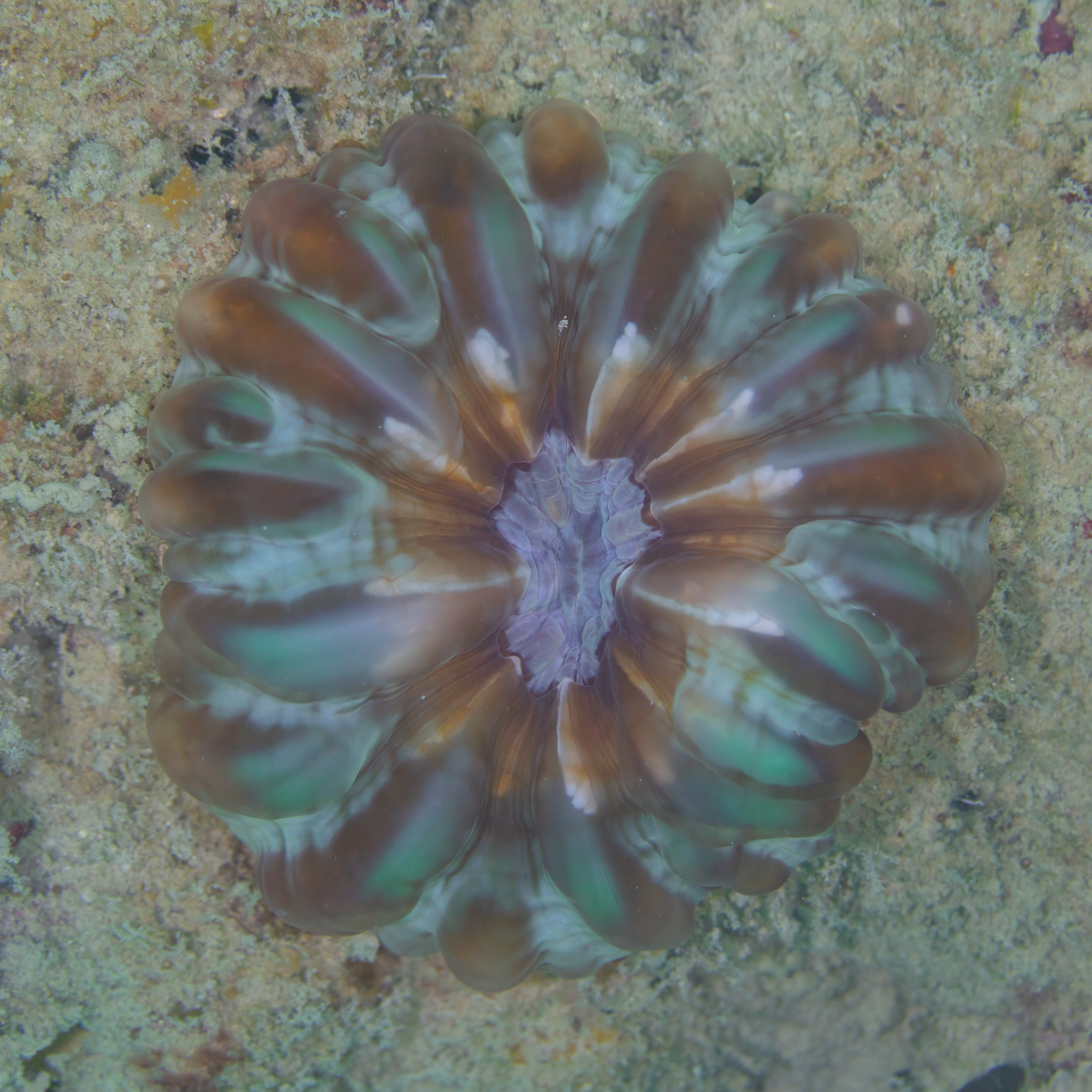
Ejemplar en Zanzíbar, Tanzania.

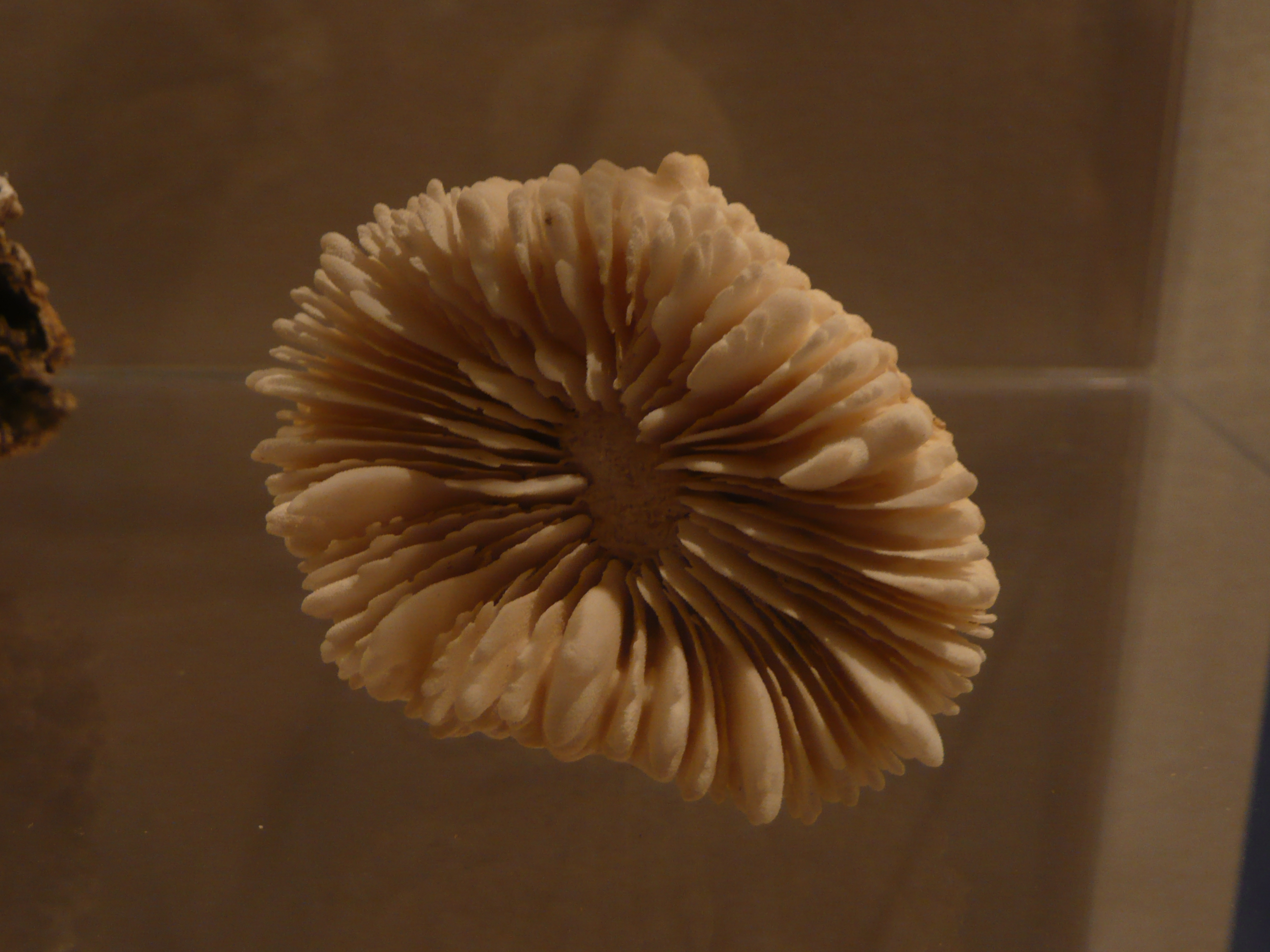
Vista frontal de esqueleto de Cynarina.

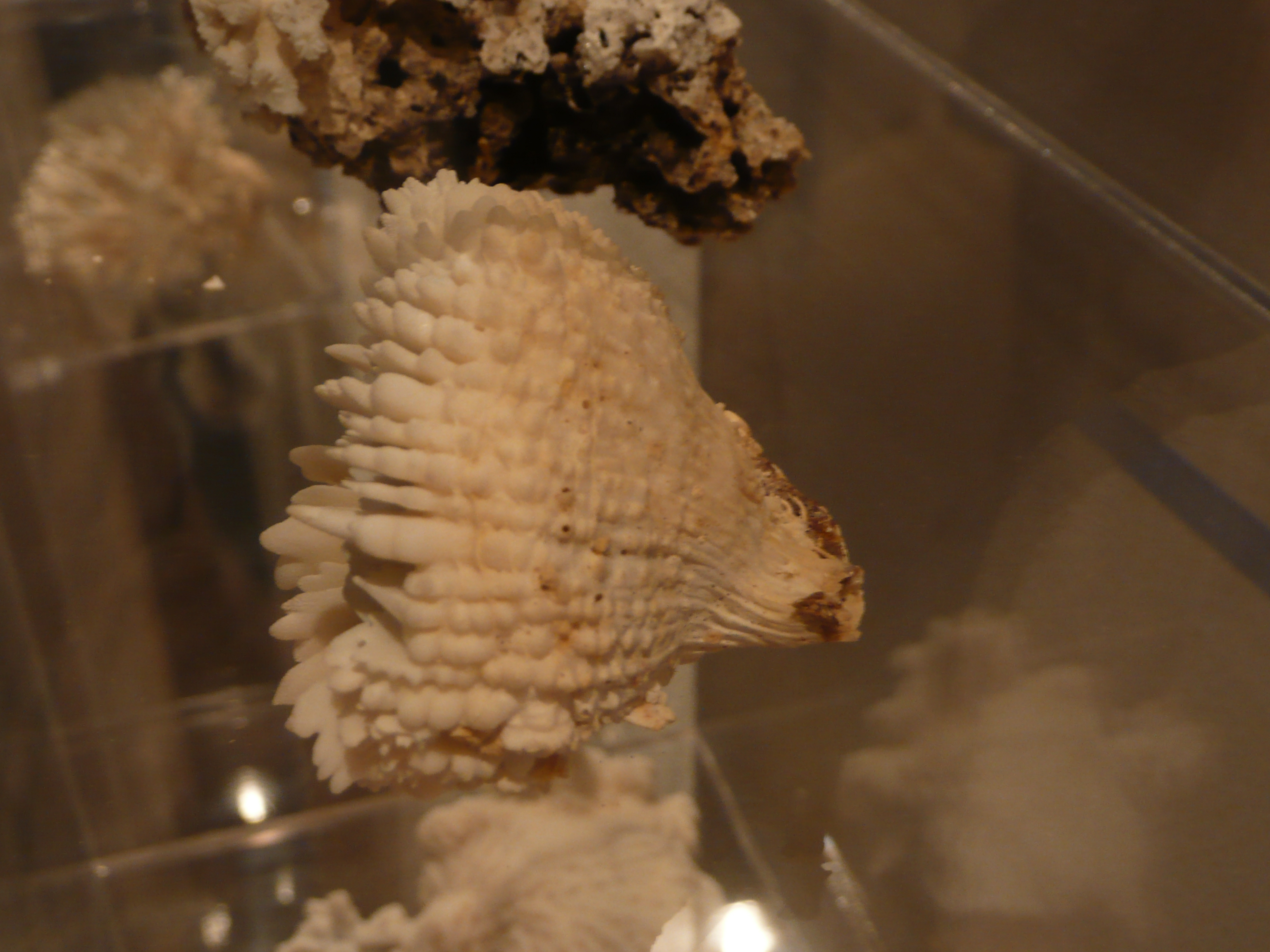
Vista lateral de esqueleto de Cynarina.

El género de coral Cynarina pertenece a la familia Lobophylliidae, del grupo de los "corales duros", orden Scleractinia, de la clase Anthozoa.  
Cynarina es un género de coral que cuenta con una única especie, el Cynarina lacrymalis, aunque hay polémica entre autores que clasifican al coral Acanthophyllia deshayesiana como una especie del género: Cynarina deshayesiana. Las clasificaciones más recientes concluyen que el género es monoespecífico.

## Morfología
Es un coral de un único gran pólipo carnoso. Monocéntrico, puede ser oval o circular, con el cuerpo cilíndrico y una base, o disco pedal, para fijarse al sustrato. Sus tentáculos aparecen por la noche rodeando el disco oral, durante el día infla con agua su manto translúcido, compuesto de protuberancias radiales en forma de gajos, alcanzando el doble de su tamaño en condiciones de baja intensidad lumínica, y dejando ver los septa de su esqueleto.
El color del tejido del pólipo puede ser verde, marrón, crema, grisáceo, rosa o rojo. Pudiendo tener el mismo color tanto en el disco oral como en las protuberancias radiales, o contrastado, con colores diferentes en cada una de las zonas.
Alcanza los 15 cm de diámetro.

## Hábitat y distribución
Su distribución geográfica comprende el Mar Rojo y el océano Indo-Pacífico, ubicándose desde la costa oriental africana hasta Australia y Japón. 
Habita en las zonas más protegidas del arrecife y en suelos arenosos. Suele encontrarse en aguas superficiales y hasta los 50 m de profundidad.

## Alimentación
Los pólipos contienen algas simbióticas llamadas zooxantelas. Las algas realizan la fotosíntesis produciendo oxígeno y azúcares, que son aprovechados por los pólipos, y se alimentan de los catabolitos del coral, especialmente fósforo y nitrógeno. Esto les proporciona del 70 al 95% de sus necesidades alimenticias. El resto lo obtienen atrapando plancton y materia orgánica disuelta del agua.

## Reproducción
Son hermafroditas, macho y hembra en el mismo organismo, normalmente producen esperma y huevos que se fertilizan en el agua, aunque en algunas zonas ecuatoriales incuban las larvas internamente.
Las larvas deambulan por la columna de agua hasta que se posan y fijan en el lecho marino, una vez allí se convierten en pólipos y comienzan a secretar carbonato cálcico para construir su esqueleto, o coralito. 
Asimismo, se reproducen mediante fisión del pólipo, dando origen a otros ejemplares.

## Mantenimiento
La iluminación debe ser entre baja y moderada, y la corriente suave. Es importante mantener niveles adecuados de estroncio, 10 ppm, y Yodo en nuestro acuario, además del resto de parámetros obligados del acuario marino: salinidad, nitratos, fosfatos, calcio, magnesio y oligoelementos.
No es una especie agresiva con otros corales, aunque se debe evitar el contacto con otras especies, ya que posee tentáculos "barredores" que despliega por la noche cuando caza. Su mejor ubicación es en un suelo arenoso o en roca, pero en la parte baja del acuario.